# Billy-Berclau
Billy-Berclau és un municipi francès situat al departament del Pas de Calais i a la regió dels Alts de França. L'any 2007 tenia 4.280 habitants.

## Demografia

### Població
El 2007 la població de fet de Billy-Berclau era de 4.280 persones. Hi havia 1.564 famílies de les quals 308 eren unipersonals (108 homes vivint sols i 200 dones vivint soles), 452 parelles sense fills, 672 parelles amb fills i 132 famílies monoparentals amb fills.
La població ha evolucionat segons el següent gràfic:
Habitants censats

### Habitatges
El 2007 hi havia 1.655 habitatges, 1.595 eren l'habitatge principal de la família, 2 eren segones residències i 58 estaven desocupats. 1.630 eren cases i 24 eren apartaments. Dels 1.595 habitatges principals, 1.305 estaven ocupats pels seus propietaris, 255 estaven llogats i ocupats pels llogaters i 35 estaven cedits a títol gratuït; 2 tenien una cambra, 42 en tenien dues, 180 en tenien tres, 392 en tenien quatre i 979 en tenien cinc o més. 1.181 habitatges disposaven pel capbaix d'una plaça de pàrquing. A 712 habitatges hi havia un automòbil i a 678 n'hi havia dos o més.

### Piràmide de població
La piràmide de població per edats i sexe el 2009 era:
| Homes | Edats   | Dones |
| ----- | ------- | ----- |
| 0     | 95 o +  | 4     |
| 4     | 90 a 94 | 4     |
| 8     | 85 a 89 | 44    |
| 8     | 80 a 84 | 24    |
| 56    | 75 a 79 | 92    |
| 64    | 70 a 74 | 104   |
| 76    | 65 a 69 | 84    |
| 96    | 60 a 64 | 80    |
| 88    | 55 a 59 | 92    |
| 129   | 50 a 54 | 124   |
| 188   | 45 a 49 | 229   |
| 188   | 40 a 44 | 136   |
| 160   | 35 a 39 | 164   |
| 148   | 30 a 34 | 112   |
| 112   | 25 a 29 | 172   |
| 172   | 20 a 24 | 112   |
| 180   | 15 a 19 | 204   |
| 192   | 10 a 14 | 144   |
| 140   | 5 a 9   | 152   |
| 104   | 0 a 4   | 112   |

## Economia
El 2007 la població en edat de treballar era de 2.888 persones, 2.043 eren actives i 845 eren inactives. De les 2.043 persones actives 1.799 estaven ocupades (1.010 homes i 789 dones) i 244 estaven aturades (117 homes i 127 dones). De les 845 persones inactives 240 estaven jubilades, 297 estaven estudiant i 308 estaven classificades com a «altres inactius».

### Ingressos
El 2009 a Billy-Berclau hi havia 1.641 unitats fiscals que integraven 4.361,5 persones, la mediana anual d'ingressos fiscals per persona era de 17.739 €.

### Activitats econòmiques
Dels 121 establiments que hi havia el 2007, 4 eren d'empreses extractives, 4 d'empreses alimentàries, 2 d'empreses de fabricació de material elèctric, 1 d'una empresa de fabricació d'elements pel transport, 13 d'empreses de fabricació d'altres productes industrials, 17 d'empreses de construcció, 23 d'empreses de comerç i reparació d'automòbils, 4 d'empreses de transport, 6 d'empreses d'hostatgeria i restauració, 1 d'una empresa d'informació i comunicació, 4 d'empreses financeres, 5 d'empreses immobiliàries, 11 d'empreses de serveis, 12 d'entitats de l'administració pública i 14 d'empreses classificades com a «altres activitats de serveis».
Dels 32 establiments de servei als particulars que hi havia el 2009, 1 era una oficina de correu, 2 oficines bancàries, 2 tallers de reparació d'automòbils i de material agrícola, 2 guixaires pintors, 3 fusteries, 3 lampisteries, 5 electricistes, 1 empresa de construcció, 6 perruqueries, 3 restaurants, 3 agències immobiliàries i 1 saló de bellesa.
Dels 10 establiments comercials que hi havia el 2009, 1 era una botiga de més de 120 m², 3 fleques, 2 carnisseries, 1 una botiga de roba, 1 una botiga d'electrodomèstics i 2 floristeries.
L'any 2000 a Billy-Berclau hi havia 5 explotacions agrícoles.

## Equipaments sanitaris i escolars
Els 2 equipaments sanitaris que hi havia el 2009 eren farmàcies.
El 2009 hi havia 1 escola maternal i 2 escoles elementals.

## Poblacions més properes
El següent diagrama mostra les poblacions més properes.